# Poecilimon ampliatus
Poecilimon ampliatus är en insektsart som beskrevs av Brunner von Wattenwyl 1878. Poecilimon ampliatus ingår i släktet Poecilimon och familjen vårtbitare. Inga underarter finns listade i Catalogue of Life.